# Martello-Turm (Sierra Leone)
Der Martello-Turm (englisch Martello Tower) ist ein Nationaldenkmal des afrikanischen Staates Sierra Leone. Er befindet sich beim Parlamentsgebäude Sierra Leones in der Hauptstadt Freetown. Es handelt sich um einen Wehrturm nach Vorbild der Martello-Türme im Vereinigten Königreich.
Vor der Fertigstellung des Fort Thornton diente der Martello-Turm als Wehrturm dem Schutz von Freetown. Der Turm befindet sich auf dem heutigen Tower Hill, der nach ihm benannt wurde (zuvor „Wansey Hill“). Überlieferungen nach wurde der Turm nie zur Verteidigung eingesetzt. Der Turm diente ab 1870 als Wasserturm.